# بحث تطبيقي
البحوث التطبيقية (بالإنجليزية: applied research)‏ هو شكل من أشكال التحقيق المنهجي ينطوي على تطبيق عملي للعلوم. يعتمد ويستخدم أجزاء من الأوساط البحثية، أو ما يعرف بلأكاديمية، ومن النظريات المتراكمة ومن المعرفة ومن الأساليب، والتقنيات. وغرض البحث يكون لخدمة الدولة أوالأعمال التجارية، أو لعميل. في النقاشات حول المثل العليا للبحوث والمنهجيات والبرامج والمشاريع، تعتبر البحوث التطبيقية مقابلاً للبحوث الأساسية. يحاول البحث التطبيقي حل المشاكل العملية   بصفة عامة تتبع منهجيات تجريبية. لأن البحوث التطبيقية تعمل في عالم لانظري بل حقيقي وفوضوي، فإن البروتوكولات المتبعة تكون مسترخية بمقابل بروتوكولات البحث العلمي. على سبيل المثال، قد يكون من المستحيل استخدام عينة عشوائية. فالشفافية تصبح أمر بالغ الأهمية. وكذلك ينبغي تخفيف صرامة القوانين في شرح النتائج.